# Орочен 1-й
Орочен 1-й (рос. Орочен 1-й) — село Алданського улусу, Республіки Саха Росії. Входить до складу Міського поселення селища Ленінський.
Населення — 16 осіб (2015 рік).